# Monestir d'Ètropole
El Monestir d'Ètropole de la Santíssima Trinitat (en búlgar: Етрополски манастир „Света Троица“, Etropolski manastir „Sveta Troitsa“), també conegut com a Varovets (Варовитец), és un monestir ortodox búlgar situat prop de la ciutat d’Ètropole, a la província de Sofia, a l’oest del centre de Bulgària. Fundat entre els segles XII i XIII, el monestir assolí la seva màxima esplendor entre els segles XVI i XVIII, quan esdevingué el principal centre literari del nord de Bulgària sota domini otomà, gràcies a la intensa activitat del seu scriptorium. En l'actualitat, el monestir conserva una església principal del segle XIX i dues capelles auxiliars.

## Història
El monestir es troba a uns 5 km de la ciutat d'Ètropole, situada al nord-est de la capital búlgara, Sofia. El nucli habitat més proper és el poble de Ribaritsa, a 4 km a l’oest del monestir. L’entorn natural està dominat per boscos de faigs i aurons al peu de la serralada dels Balcans.
El monestir va ser fundat durant el Segon Imperi Búlgar, entre els segles XII i XIII. Segons una inscripció de marbre col·locada als fonaments de l’església, la fundació del monestir podria datar de l’any 1158, durant el període de domini romà d'Orient sobre Bulgària. L’etapa medieval del monestir està documentada al seu pomenik (còdex de commemoració), on es conserven llistes de sobirans medievals búlgars i serbis.
Del segle XVI al XVIII, el Monestir d’Ètropole es convertí en un dels centres literaris i culturals més influents del nord del país. S’hi desenvolupà una escola cal·ligràfica pròpia sota la direcció dels abat Antoni, Zacaries i Rafel. Durant aquest període s’hi produïren nombrosos manuscrits religiosos, alguns dels quals arribaren a altres regions dels Balcans. Destaquen els escribes Valtxo, el hieromonjo Daniel, Joan el Gramàtic i Basili de Sofia. La venda de manuscrits i les donacions locals asseguraren l’autonomia econòmica del monestir. Actualment, 76 obres de l’Escola Literària d’Ètropole es conserven a la Biblioteca Nacional de Bulgària i al Museu d’Història Eclesiàstica.
A finals del segle XIX, durant el moviment de resistència contra el domini otomà, el monestir serví com a refugi per a revolucionaris com Vasil Levski, qui disposava d’un amagatall específicament construït dins del recinte.
L'actual església de la Santíssima Trinitat fou construida el 1858 al damunt de les ruïnes de l'antiga església. En l’actualitat, el monestir és habitat per un petit grup de monges.

## Arquitectura i cultura

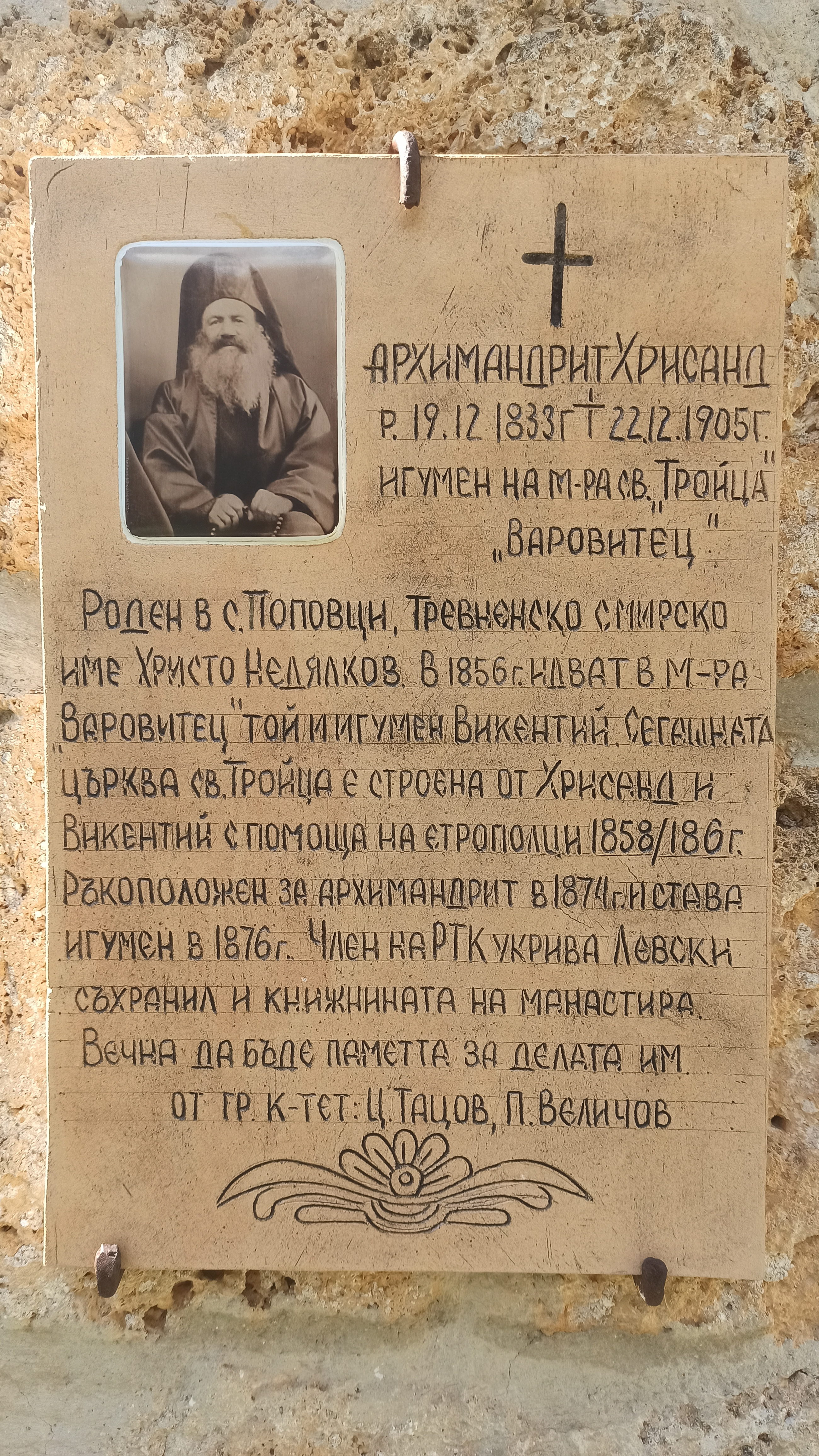
Placa memorial Archimandrite Hrisant

L’església principal actual, o katholikon, fou construïda entre 1858 i 1859, amb decoració exterior completada el 1860 i pintures murals realitzades entre 1896 i 1907. Es tracta d’una església amb creu grega amb tres naus i cinc cúpules hexagonals. L’edifici és fet principalment de pedra calcària, fet que dóna lloc al nom alternatiu del monestir (Varovets, derivat de varovit, “amb calç”). El projecte arquitectònic fou obra d’Ivan Boianov, originari de Bratsigovo, el mateix que dissenyà una versió anterior de l’església de Sant Nedelya de Sofia.
El conjunt monàstic inclou dues capelles menors dedicades a Sant Joan Baptista i als Sants Còsme i Damià, així com diversos edificis residencials d’estil del Renaixement Nacional Búlgar, que envolten un pati enjardinat. Una de les estances del complex funciona com a petit museu dedicat a Vasil Levski, amb materials relacionats amb el seu pas pel monestir.

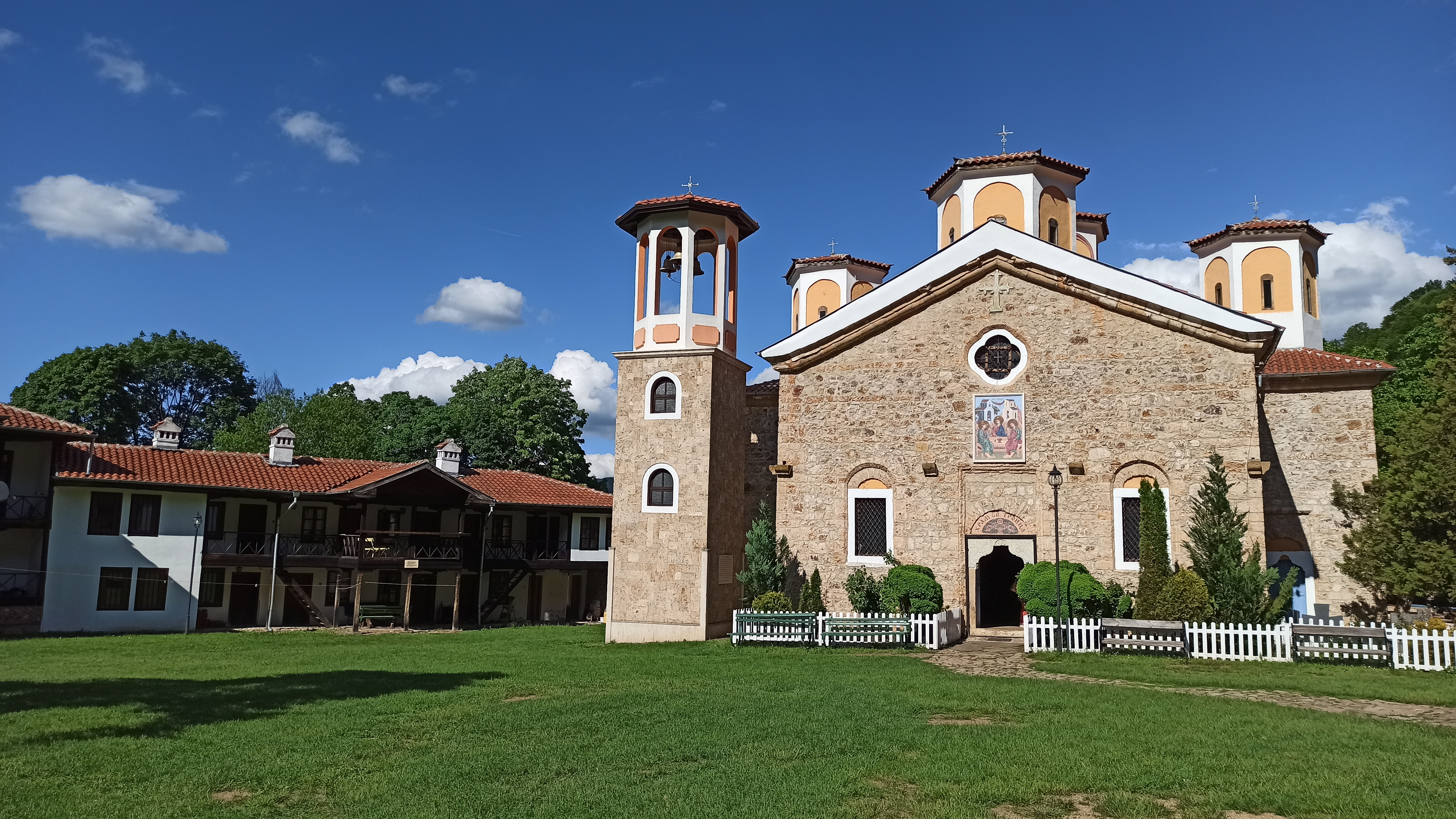

Entre les peces de valor que es conserven al monestir hi ha dues creus del segle XV amb rica decoració en plata i un reliquiari daurat. La icona més antiga del monestir és una representació de la Santíssima Trinitat de l’Antic Testament, pintada l’any 1598 pel mestre Nedyalko de Lòvetx. Altres icones dels segles XVII i XVIII formen part actualment de la col·lecció de la Galeria Nacional d’Art de Bulgària. A l'actualitat, les relíquies de més valor del monestir es guarden a diferents museus, biblioteques i galeries.

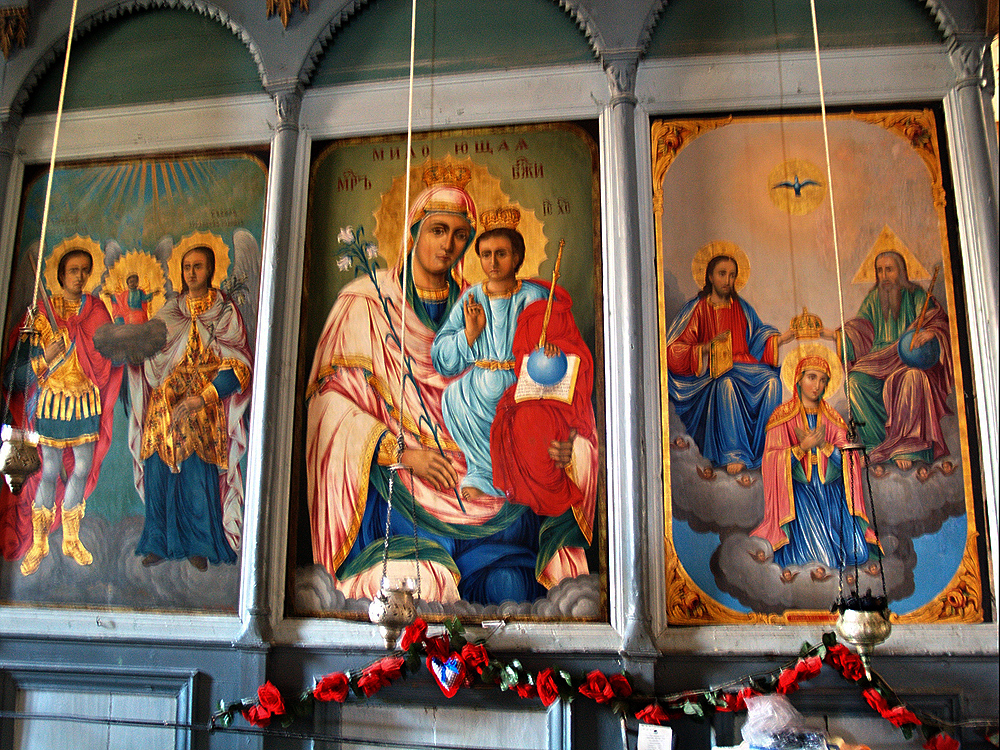
Iconostasis del monestir

La festivitat principal del monestir és Pentecosta, en honor a la Santíssima Trinitat. A prop del monestir es troben també la catarata de Varovets, de 15 metres d’alçada, i la font càrstica del mateix nom.